# Jan Peeters (politicus)
Jan Peeters (Herentals, 12 januari 1963) is een Belgisch voormalig politicus voor de SP en diens opvolger sp.a.

## Levensloop
Peeters is licentiaat in de politieke en sociale wetenschappen en was van 1984 tot 1988 aspirant aan het Centrum voor Sociaal Beleid Herman Deleeck aan de Universitaire Faculteiten Sint-Ignatius Antwerpen. Nadien was hij van 1988 tot 1991 kabinetsadviseur voor toenmalig minister van Economische Zaken Willy Claes.
Van november 1991 tot juni 1995 en opnieuw van juni 1999 tot juni 2010 was hij lid van de Kamer van volksvertegenwoordigers voor achtereenvolgens het kiesarrondissement Turnhout (1991-1995), kiesarrondissement Mechelen-Turnhout (1995 en 1999-2003) en kieskring Antwerpen (2003-2010). Peeters had er zitting in de commissies Sociale Zaken (1992-1995), Landsverdediging (1992-1995) en Binnenlandse Zaken, Algemene Zaken en Openbaar Ambt (1999-2010). Van 1999 tot 2003 was hij tevens secretaris van de Kamer. Bij de federale verkiezingen van juni 2010 stelde Peeters zich niet meer kandidaat en verliet hij de nationale politiek.
In de periode januari 1992-mei 1995 had hij als gevolg van het toen bestaande dubbelmandaat ook zitting in de Vlaamse Raad, de voorloper van het Vlaams Parlement.  Peeters was er lid van de commissie Leefmilieu en Natuurbehoud.
Van juni 1995 tot juli 1999 was hij aangesteld als staatssecretaris voor Veiligheid, Maatschappelijke Integratie en Leefmilieu en van februari tot juli 1999 werd hij tevens even minister van Pensioenen na het ontslag van Marcel Colla. Tijdens deze periode werd hij als volksvertegenwoordiger opgevolgd door Raymond Janssens.
Van 1989 tot 2017 was hij daarnaast gemeenteraadslid van Herentals. Vanaf 2001 was hij burgemeester van deze stad. Bij de gemeenteraadsverkiezingen van 2012, waarbij de N-VA onder andere stelde dat een stem op CD&V een stem op Jan Peeters was, bleef Peeters' sp.a de grootste partij en werd de coalitie met CD&V verdergezet. In januari 2017 stopte Peeters als burgemeester en verliet hij de gemeentepolitiek van Herentals. Schepen Jan Bertels volgde hem op.
In 2021 promoveerde hij aan de KU Leuven als master in de geschiedenis. Vervolgens werd hij er werkzaam als wetenschappelijk medewerker aan de 'Onderzoeksgroep Middeleeuwen'.